# Machmet Kairbajew
Machmet Kairbajewicz Kairbajew (kaz. Махмет Қайырбаев, ros. Махмет Каирбаевич Каирбаев, ur. 1 stycznia 1925 we wsi Siemijarka w obwodzie semipałatyńskim, zm. 12 lipca 1996 w Pawłodarze) – radziecki wojskowy i polityk narodowości kazachskiej, Bohater Związku Radzieckiego (1945).

## Życiorys
Był Kazachem. Skończył szkołę średnią i szkołę pedagogiczną w Pawłodarze, pracował jako nauczyciel w szkole średniej. W sierpniu 1942 został kursantem podolskiej szkoły piechoty ewakuowanej do Buchary, od kwietnia 1943 brał udział w wojnie z Niemcami jako żołnierz pułku artylerii, uczestniczył w walkach w obwodzie smoleńskim i w operacji białoruskiej. W sierpniu 1944 walczył na Litwie pod Szawlami jako dowódca baterii 712 pułku artylerii przeciwpancernej 17 Samodzielnej Brygady Artylerii Przeciwpancernej 2 Gwardyjskiej Armii 1 Frontu Nadbałtyckiego, wyróżnił się w starciu z 19 sierpnia 1944, gdzie doprowadził do odparcia przez baterię Armii Czerwonej siedmiu kontrataków wroga. Wojnę zakończył pod Królewcem w stopniu starszego porucznika, później studiował w Akademii Artylerii im. Dzierżyńskiego, w 1946 został przeniesiony do rezerwy, pracował jako kierownik rejonowego oddziału ubezpieczeń społecznych. W latach 50. był sekretarzem rejonowego komitetu partyjnego, w 1960 ukończył Wyższą Szkołę Partyjną przy KC KPK, 1968-1976 był II sekretarzem Komitetu Obwodowego KPK w Pawłodarze, a 1976-1982 przewodniczącym Komitetu Wykonawczego Pawłodarskiej Rady Obwodowej, kierował wówczas budową fabryki i elektrowni. Był deputowanym do Rady Najwyższej Kazachskiej SRR. Jego imieniem nazwano ulicę w Pawłodarze.

## Odznaczenia
- Złota Gwiazda Bohatera Związku Radzieckiego (24 marca 1945)
- Order Lenina (24 marca 1945)
- Order Rewolucji Październikowej
- Order Aleksandra Newskiego
- Order Wojny Ojczyźnianej I klasy (dwukrotnie)
- Order Wojny Ojczyźnianej II klasy
- Order Czerwonego Sztandaru Pracy (czterokrotnie)
- Medal za Odwagę
- Medal „Za zwycięstwo nad Niemcami w Wielkiej Wojnie Ojczyźnianej 1941–1945”
- Medal jubileuszowy „Dwudziestolecia zwycięstwa w Wielkiej Wojnie Ojczyźnianej 1941–1945”
- Medal jubileuszowy „Trzydziestolecia zwycięstwa w Wielkiej Wojnie Ojczyźnianej 1941–1945”
- Medal jubileuszowy „Czterdziestolecia zwycięstwa w Wielkiej Wojnie Ojczyźnianej 1941–1945”
- Medal jubileuszowy „50-lecia zwycięstwa w Wielkiej Wojnie Ojczyźnianej 1941–1945”